# Challenger de Budapest
El WHB Hungarian Open es un torneo profesional de tenis. Pertenece al ATP Challenger Series. Se juega desde el año 2016 sobre pistas dura bajo techo, en Budapest, Hungría.

## Palmarés

### Individuales
| Año  | Campeón       | Finalista        | Resultado   |
| ---- | ------------- | ---------------- | ----------- |
| 2016 | Marius Copil  | Steve Darcis     | 6–4, 6–2    |
| 2017 | Jürgen Melzer | Márton Fucsovics | 7–6(6), 6–2 |

### Dobles
| Año  | Campeones                            | Finalistas                     | Resultado         |
| ---- | ------------------------------------ | ------------------------------ | ----------------- |
| 2016 | Aliaksandr Bury Andreas Siljeström   | James Cerretani Philipp Oswald | 6–4, 7–64         |
| 2017 | Dino Marcan Tristan-Samuel Weissborn | Blaž Kavčič Franko Škugor      | 6–3, 3–6, [16–14] |